# Isidor Hopfner
Isidor Hopfner S.J. (* 8. Mai 1858 in Buch (Vorarlberg); † 11. August 1937 in Wald am Arlberg) war ein österreichischer Dichter und Namenforscher.

## Leben
Isidor Hopfner studierte Katholische Theologie und wirkte nach der Priesterweihe (1882) als Katechet in Dornbirn. 1884 trat er in den Jesuitenorden ein. Er studierte Germanistik an der Universität Prag und wirkte dann als Professor für Deutsch und Italienisch an der Stella Matutina in Feldkirch.
Hopfners Lebenswerk ist eng mit seiner Heimat Vorarlberg verbunden. Er verfasste Lieder, Gedichte, Dramen und Erzählungen in der klassischen Tradition und widmete sich der philologischen Namenforschung. Er verfasste auch eine Reihe Artikel für die Realenzyklopädie der klassischen Altertumswissenschaft (RE). In Fachkreisen wurden seine sonstigen wissenschaftlichen Veröffentlichungen stark kritisiert. Insbesondere sein Buch Keltische Ortsnamen der Schweiz (Bern 1930) erhielt Urteile wie „dilettantisch“, „Viel Falsches und Unsicheres“ und „vor allem hinsichtlich der angesetzten Grundformen nur mit äußerster Vorsicht zu benutzen“.
Hopfner starb bei einem Bergunfall infolge eines Absturzes.

## Schriften (Auswahl)
Belletristik
- Brunellen. Ein Liederstrauß. Feldkirch 1905.
- Savonarola. Geschichtlichers Trauerspiel in fünf Akten. Kempten 1908.
- Vom Untersberg (Erzählungen). 1908.
- Frohe Gesellen (Lieder). Graz 1909.

Fachbücher
- Der Wandel in den religiösen Anschauungen Manzonis, beleuchtet aus seinem Leben und seinen Schriften. Feldkirch 1901 (Schulprogramm).
- Die Namen Vorarlbergs auf der neuen Landeskarte. Bregenz 1911.
- Das keltische Ara in Flurnamen. Feldkirch 1915 (Schulprogramm).
- Sonntagsgedanken, für das christliche Volk zur Kriegszeit. Zwei Bände. Innsbruck 1916–1917.
- Die Vorarlberger und Liechtensteiner Ortsnamen auf der neuen Schulkarte. Zweite bis vierte Auflage, Feldkirch 1928.
- Vorarlbergia sacra. 1928.
- Keltische Ortsnamen der Schweiz. Zu erklären versucht von Isidor Hopfner S.J. Bern 1930.